# Micro-région de Mosonmagyaróvár
La micro-région de Mosonmagyaróvár (en hongrois : mosonmagyaróvári kistérség) est une micro-région statistique hongroise rassemblant plusieurs localités autour de Mosonmagyaróvár.